# Operación Puente de Londres

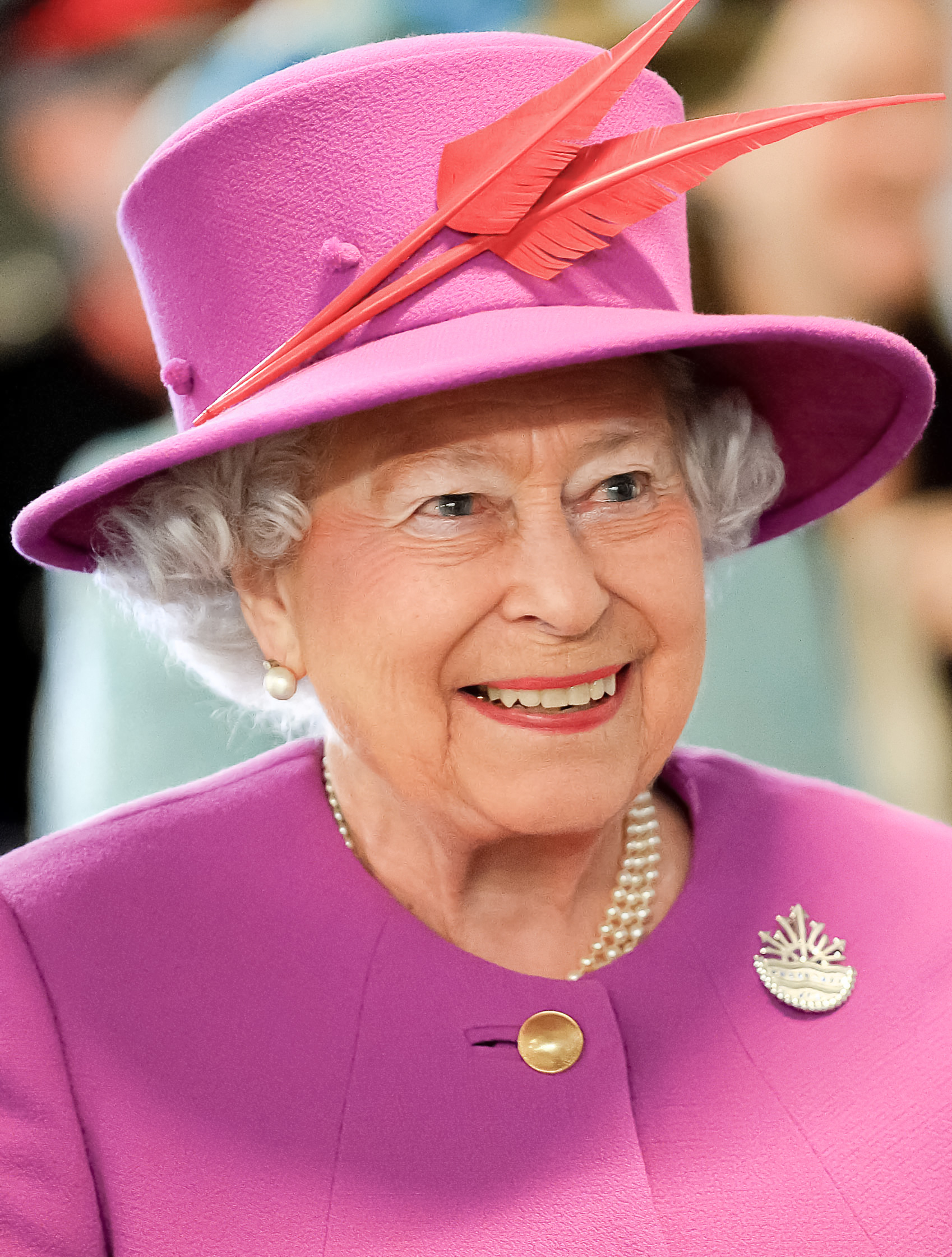
La reina Isabel II, en 2015.

La Operación Puente de Londres (en inglés: Operation London Bridge) fue el nombre en clave del operativo que se llevó a cabo tras el anuncio de la muerte de Isabel II. Incluyó la planificación del anuncio de su deceso, el período de luto oficial y los detalles de su funeral de Estado. Algunas decisiones principales relacionadas con el plan fueron tomadas por la propia reina, mientras que otras las tomó su sucesor, su hijo mayor, quien reina actualmente tras su fallecimiento como Carlos III del Reino Unido. Su planificación fue diseñada en la década de 1960, siendo actualizado sucesivamente hasta la década de 2020. 
El plan contemplaba los distintos organismos gubernamentales, la Iglesia anglicana, la Policía Metropolitana de Londres, las Fuerzas Armadas Británicas, los parques reales, los medios de comunicación, la Autoridad del Gran Londres y el organismo del transporte municipal.

## Operativo
En la Casa Real el funeral de la reina y la consecuente coronación de su heredero suelen ser organizados por el conde mariscal y los oficiales del College of Arms. Las frases predeterminadas se han utilizado normalmente como «nombres en clave» para los planes relacionados con la muerte y el funeral de un miembro de la familia real. Inicialmente, utilizaban esta acción en un esfuerzo por evitar que los operadores de la centralita del Palacio de Buckingham se enteraran de la muerte antes de un anuncio público. Cuando el rey Jorge VI murió en febrero de 1952, los funcionarios clave del gobierno fueron informados con la frase «Hyde Park Corner».
Varios planes funerarios con nombre en código para miembros de la familia real a finales del siglo XX y principios del XXI han utilizado los nombres de puentes prominentes en el Reino Unido. La operación Tay Bridge fue la frase utilizada para los planes funerarios y de muerte de la reina madre Isabel, y fue ensayado durante veintidós años antes de su uso final en 2002. El plan funerario de la princesa Diana de Gales, también se inspiró en Tay Bridge. A principios de 2017, la frase Operation Forth Bridge se refirió a los planes del funeral del príncipe Felipe de Edimburgo, fallecido en 2021, mientras que el operativo en clave Menai Bridge se refirió al proyecto funerario del rey Carlos III.

## Plan principal

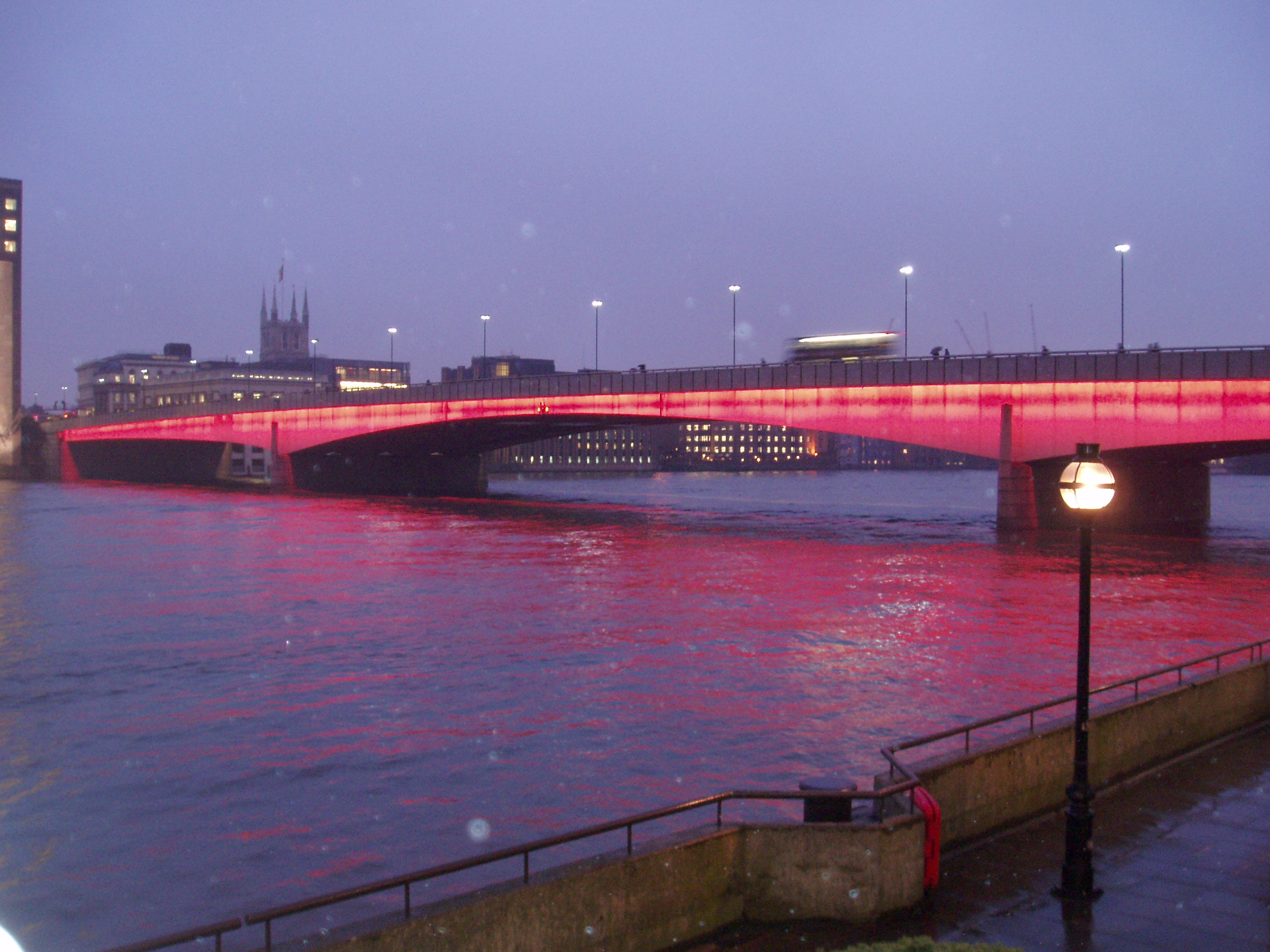
Puente de Londres (fotografiado en 2006), al que remite el operativo.

Edward Young, el secretario privado de la reina desde 2017 fue el primer funcionario (es decir, no uno de los parientes de la reina o parte de un equipo médico) en transmitir la noticia. Su primer acto fue ponerse en contacto con la primera ministra Liz Truss, que juró el cargo ante la reina apenas cuarenta y ocho horas antes, a la que notificó por línea segura la frase «London Bridge is Down» (El puente de Londres ha caído), dando por iniciado el plan. El Centro de Respuesta Global del Ministerio de Asuntos Exteriores y de la Commonwealth fue el organismo encargado de comunicar la noticia a los gobiernos de los otros quince países de los que la reina era jefa de estado, y a los gobiernos de los demás países de la Mancomunidad de Naciones.
Los medios de comunicación fueron informados a través de un anuncio de la Associated Press (AP Media) y de la BBC a través del Sistema de Transmisión de Alerta de Radio (RATS) y por Independent Radio News para el resto de radios comerciales. El anuncio fue seguido de una serie de códigos radiofónicos, que cambiaron a música, manteniéndose a la espera de publicar el flash informativo, con la BBC Two suspendiendo la programación para unificar la programación a BBC One. BBC News emitió secuencias pregrabadas de retratos, durante la cual los presentadores se prepararon para el anuncio formal vistiendo ropa oscura preparada para tal fin. The Guardian llegó a informar que The Times contó con un plan de cobertura extensible a once días, mientras que las cadenas ITN y Sky News, a este momento, lo habían ensayado durante mucho tiempo, sustituyendo el nombre de la monarca por el de «Sra. Robinson».
En el momento posterior a su muerte, el príncipe Carlos de Gales, hijo primogénito de la reina y de Felipe de Edimburgo, asumió la titularidad de la Corona británica bajo el nombre de Carlos III. Su esposa, Camila, duquesa de Cornualles, pasa a ser reina consorte del Reino Unido. En su primer acto como nuevo monarca, realiza una gira por el Reino Unido que incluye paradas en Londres y Belfast.
Un lacayo colocó un letrero de bordes oscuros en las puertas del Palacio de Buckingham. Al mismo tiempo, el sitio web del palacio mostró el mismo aviso. El Parlamento del Reino Unido tuvo que organizarse para celebrar en pocas horas una sesión extraordinaria en la que la primera ministra tuvo que dirigirse a la Cámara de los Comunes, mientras todos los edificios gubernamentales ondeaban las banderas a media asta.

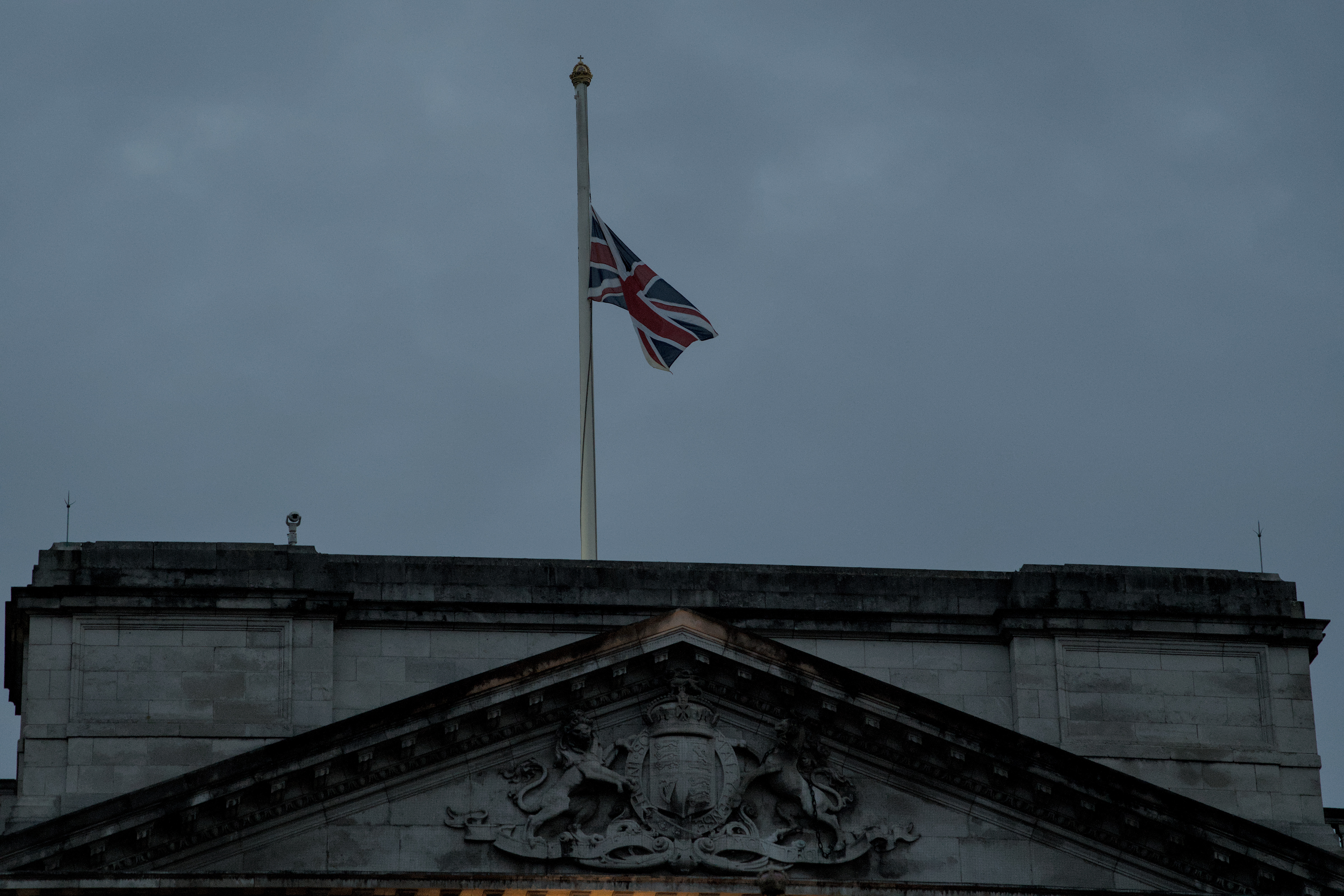
Bandera a media asta en el Palacio de Buckingham el 8 de septiembre de 2022.

Al día siguiente, el Consejo de Adhesión se reunió en el Palacio de St. James para proclamar al nuevo monarca. El Parlamento se reúne esa noche para que los parlamentarios juren lealtad al nuevo monarca.
Se planearon diferentes arreglos para mover el ataúd de la reina dependiendo de dónde falleciera. En el caso, que no sucedió, de haber muerto en el Castillo de Windsor o en Sandringham House, como pasó con su padre y su abuelo, se trasladaría en automóvil al Palacio de Buckingham en un par de días. Si hubiera fallecido en el extranjero, debía ser llevada por el Escuadrón 32 hasta la base aérea de Northolt y luego en automóvil hasta Buckingham. Al haber fallecido en Escocia, en el Castillo de Balmoral, el ataúd reposó primero en el Palacio de Holyrood, seguido de un servicio de recepción en la Catedral de Edimburgo. Después de esto, el ataúd fue transportado a la estación de Waverley y luego llevado por el Royal Train a Londres. En todos los casos, el ataúd se llevó al Salón del Trono del Palacio de Buckingham. Cuatro días después de la muerte, sus restos se trasladaron al Salón de Westminster, donde permaneció la capilla ardiente durante cuatro días.
El funeral de Estado se llevó a cabo en la Abadía de Westminster nueve días después de la muerte de la reina, tras los que su cuerpo es enterrado en una tumba preparada en la Cripta Real de la capilla conmemorativa del rey Jorge VI, dentro de la Capilla de San Jorge, en el Castillo de Windsor, donde descansa junto a los restos de su esposo Felipe de Edimburgo.

### Planes simultáneos
Los planes para el evento de la muerte y el funeral de la reina ocurren simultáneamente con los planes para el ascenso al trono del rey Carlos III. Se creó un plan auxiliar para el evento de la muerte de la reina en Escocia.

#### Operación Spring Tide
La muerte de la reina y los planes funerarios funcionan al mismo tiempo que la Operación Spring Tide, el nombre en clave para la ascensión al trono del príncipe de Gales. El día después de la muerte de la reina, el Consejo de Adhesión se reúne en el Palacio de St. James para proclamar al nuevo monarca. El Parlamento se reunió esa tarde, cuando los diputados juraron lealtad al nuevo monarca y expresaron sus condolencias por la muerte de la reina. La mayoría de las actividades parlamentarias se suspendieron durante diez días. A las 15:30 horas, el nuevo monarca recibió en audiencia al primer ministro y al gabinete. Dos días después de la muerte de la reina, las administraciones de Escocia, Gales e Irlanda del Norte proclamaban al nuevo monarca.
Al tercer día de la muerte de la reina, el nuevo monarca recibió la moción de condolencia en Westminster Hall por la mañana y luego partió para una gira por el Reino Unido. El nuevo monarca visitó el parlamento escocés y asistió a un servicio religioso en la catedral de Saint Giles de Edimburgo. Al día siguiente, visitó Irlanda del Norte, donde recibió una moción de condolencia en el Castillo de Hillsborough y asistió a un servicio en la Catedral de Santa Ana, en Belfast. Siete días después de la muerte de la reina, el nuevo monarca visitó Gales, donde recibió una moción de condolencia en el parlamento galés y tuvo un nuevo servicio en la catedral de Llandaff, en Cardiff.

#### Operación Unicorn
La Operación Unicorn era el nombre del plan de acción para el manejo de la muerte de la reina en Escocia, plan que debió ser desarrollado debido a su muerte en el Castillo de Balmoral. Los detalles sobre esto se hicieron públicos por primera vez en 2019, aunque la mención del nombre en clave se hizo por primera vez en los documentos en línea del Parlamento escocés en 2017.
Después de que hacerse pública la muerte, el Palacio de Holyrood, la Catedral de St. Giles y el Parlamento escocés debían servir como punto central de las reuniones, con un libro de condolencias abierto al público establecido en este último lugar. Las actividades parlamentarias se suspendieron inmediatamente durante al menos seis días, para permitir a las autoridades preparar el funeral. El Parlamento preparó una moción de condolencia en las setenta y dos horas siguientes a la reanudación de las actividades. El féretro de la reina reposó primero en el Palacio de Holyrood, seguido de un servicio de recepción en la catedral de Edimburgo. A continuación, el féretro debía ser transportado a la estación de Waverley y de aquí hasta Londres. Sin embargo, los planes cambiaron debido a que el féretro de la reina fue trasladado vía aérea desde Edimburgo hasta la base aérea de Northolt en Londres.

## Planes correspondientes a la Commonwealth
Funcionarios del Palacio de Buckingham y de Clarence House eran los encargados de informar a los representantes de la Commonwealth sobre el funeral y los planes de sucesión que rodean el operativo. Estos gobiernos recibieron la primera información de mano del Centro de Respuesta Global del Ministerio de Asuntos Exteriores y de la Commonwealth. Cada país que lo integra ideó su propio plan para lo que sucede en los días posteriores a la muerte de Isabel II, que se desarrolló simultáneamente con la Operación Puente de Londres.

### Australia
Después de que el gobierno recibiera la noticia, se emitió un aviso indicando que las banderas ondearan a media asta inmediatamente durante los siguientes diez días, excepto el día en que se proclamó la adhesión del nuevo monarca. Después de la muerte del monarca, se esperó que el Parlamento de Australia se reúna para una moción de condolencia. Queda escrito un discurso para que el primer ministro lo retransmita al pueblo. Los planes actuales verán al gobernador general de Australia emitir la proclamación australiana de la adhesión de un nuevo monarca en una ceremonia.
La Fuerza de Defensa Australiana organiza varios saludos con armas coincidiendo con eventos en Londres y participa en ceremonias en el Reino Unido. Se espera que el Alto Comisionado de Australia en el Reino Unido observe el Consejo de Adhesión. Además, los miembros australianos del Consejo Privado del Reino Unido tienen derecho a formar parte del Consejo de Adhesión.

### Canadá
En Canadá, los preparativos se hicieron ya en 2002, durante el Jubileo de Oro de Isabel II. Se realizaron consultas sobre los planes con las Fuerzas Armadas Canadienses, la Oficina del Consejo Privado Canadiense, el secretario canadiense de la reina, la oficina del gobernador general de Canadá y la oficina del conde mariscal en el Reino Unido. Además del gobierno federal, los gobiernos provinciales también implementaron sus propios planes de contingencia para la muerte de la reina y la ascensión de un nuevo monarca.
Después de recibir la noticia de la muerte de la reina, era responsabilidad del gobernador general llamar al gabinete a Parliament Hill y proclamar que Canadá tiene un nuevo «legítimo señor». Tras la muerte del soberano, el Manual de Procedimiento Oficial del Gobierno de Canadá establece que el primer ministro es responsable de convocar al Parlamento, presentar una resolución de lealtad y condolencia del mismo al próximo monarca de Canadá y organizar para que la moción sea apoyada por el líder de la Oposición Oficial. El primer ministro debe proceder a levantar la sesión del Parlamento. Se espera que el Alto Comisionado canadiense en el Reino Unido represente a Canadá en el Consejo de Adhesión. El Consejo Privado de Canadá se reunirá para realizar la función equivalente del Consejo de Adhesión de la Corona en Derecho de Canadá.
También tiene lugar un período oficial de duelo por Isabel II, cuya duración será determinada por el gobierno federal. Durante este, todo el personal del gobernador general, los tenientes gobernadores provinciales y los comisionados territoriales reciben inmediatamente corbatas negras y brazaletes negros. Sin embargo, algunos empleados legislativos deben usar vestimenta adicional durante el período oficial de duelo. Esto incluye a los sargentos de armas, quienes deben usar guantes negros, pajaritas de piqué y llevar una vaina y una espada negras; y pajes, que deben llevar corbatas, brazaletes y cintas negras. Durante el período de duelo, las mazas ceremoniales, los retratos de la reina y los mástiles de las banderas de las Casas de Gobierno de Canadá se cubrirán con tela negra. La muerte del soberano se considera un evento a medias obligatorio para el gobierno canadiense. Las banderas en todos los edificios y establecimientos federales en Canadá y en el extranjero ondearán a media asta desde la notificación de la muerte hasta la puesta del sol el día del funeral o servicio conmemorativo. Se coloca un libro de condolencias cerca de la entrada principal de las Casas de Gobierno, y se cancelan los eventos previamente planificados.
La muerte del soberano es también considerada una «Transmisión de Importancia Nacional» por la Canadian Broadcasting Corporation (CBC), y se mantiene un plan actualizado periódicamente. Se cancela la programación regular, se detienen los anuncios y todas las estaciones de radio y televisión de CBC cambian a un formato de noticias de 24 horas. La CBC también tiene un equipo de locutores de guardia especialmente seleccionados en caso de que la muerte del soberano ocurra durante un día festivo.

### Nueva Zelanda
Nueva Zelanda recibe noticias de la muerte de la reina Isabel II a través de los canales de comunicación oficiales establecidos. Una vez informado, el titular del Ministerio de Cultura y Patrimonio informa una lista de edificios gubernamentales y otras instalaciones para enarbolar la bandera nacional a media asta hasta el día del funeral; excluyendo la fecha de proclamación del nuevo soberano. También se ordenan veintiún saludos con armas de fuego «en el momento apropiado». Se espera un servicio conmemorativo estatal, aunque el primer ministro determinará las decisiones sobre los eventos que lo acompañen, así como el protocolo del gobierno.
Radio New Zealand (RNZ), la emisora de radio estatal, tiene un conjunto de pautas e instrucciones en caso de la muerte del monarca de Nueva Zelanda. En todas las estaciones de RNZ, las emisoras interrumpen la programación regular para anunciar la muerte de la reina, y la cobertura continua comienza cuando esté lista. Las estaciones de RNZ tienen instrucciones de no tocar música punk o canciones de la banda Queen durante este período.